# Петроглифы в Солбак
Петроглифы в Солбак — наскальные узоры, найденные в 1923 году в местечке Солбакк, в коммуне Странн в Норвегии. Петроглифы высечены на наклонной скале, обращённой к фьорду Хидлефьорден, в нескольких метрах от воды. Всего обнаружено около 40 рисунков. В основном это изображения лодок, колец, спиралей и концентрических кругов. Предположительно лодки изображались так, чтобы создать глубину изображения, при этом кольцевые и спиральные структуры должны быть вихрями и волнами.